# Paul Conrath
Paul Conrath (Bohemia, República Checa, 1861 - Austria 1931) fue un botánico, y químico checo de nacimiento, y austríaco de adopción. Realizó extensas expediciones botánicas a Sudáfrica, y trabajó en varias fábricas de dinamita.

## Honores

### Epónimos
Especies vegetales
- (Anacardiaceae) Rhus conrathii Burtt Davy[2]
- (Anthericaceae) Anthericum conrathii Baker[3]
- (Apiaceae) Peucedanum conrathii Freyn[4]
- (Asclepiadaceae) Ceropegia conrathii Schltr.[5]
- (Asteraceae) Achillea conrathii Fritsch[6]
- (Asteraceae) Carduus conrathii Hayek[7]
- (Asteraceae) Cicerbita conrathiana Beauverd[8]
- (Asteraceae) Gerbera conrathii Thell.[9]
- (Asteraceae) Senecio conrathii N.E.Br.[10]
- (Capparaceae) Cleome conrathii Burtt Davy[11]
- (Gentianaceae) Sebaea conrathii Schinz[12]
- (Poaceae) Eragrostis conrathii (Hack.) S.M.Phillips[13]
- (Poaceae) Sporobolus conrathii Chiov.[14]
- (Poaceae) Stiburus conrathii Hack.[15]
- (Scrophulariaceae) Verbascum × conrathii Hayek ex Murb.[16]

- La abreviatura «Conrath» se emplea para indicar a Paul Conrath como autoridad en la descripción y clasificación científica de los vegetales.[17]